# Plants of the World Online
Plants of the World Online (POWO) — сайт в сети Интернет, обеспечивающий доступ к базе данных семенных растений со всего мира на основе актуальных научных ботанических знаний. Проект основан Королевским ботаническим садом Кью, начал работать в марте 2017 года.
На сайте публикуется информация о классификации, распространении и характеристиках ботанических таксонов, их синонимии, охранном статусе, предоставляются изображения растений, карты ареалов, сведения о молекулярной филогении, об использовании и применении отдельных видов.
Первоначально, с начала работы ресурса, особое внимание уделялось тропической африканской флоре, в частности флоре Замбезии, флоре Западной Тропической Африки и флоре тропической Восточной Африки. Дополнительно были внесены сведения из баз данных GrassBase и Palmweb (Palms of the World Online), информация о видах некоторых орхидей.
Одна из задач проекта POWO — предоставление флористических сведений порталу World Flora Online (WFO), служащему для обеспечения глобальной стратегии по сохранению растений.
Существуют трудности в развитии проекта, связанные с поступлением данных из различных источников, как монографического характера (рассматривающих предмет глобально), так и местных, ограниченных региональными рамками. Источники различаются полнотой синонимии, степенью готовности к публикации, глубиной экспертной оценки. Сейчас ресурс динамически развивается, данные постоянно добавляется в базу. В 2020 году POWO стал самым полным информационным ресурсом, охватывающим все растения мира. Таксономические решения принимаются, по возможности, на основе проверенных авторитетных источников, в связи с чем POWO следует рассматривать только как рекомендательный справочник, в котором для отдельных таксонов или регионов могут существовать более авторитетные источники.
Ресурс POWO содержит:
- 1 124 000 названий растений со всего мира,
- 90 100 подробных описаний таксонов,
- 193 800 изображений.